# Век перевода (антология)
Век перевода — антология русского поэтического перевода XXI века, подготовленная Евгением Витковским на основании материалов, собранных в ходе работы одноименного Интернет-проекта. 
Издание было задумано как продолжающееся; в двух первых томах опубликованы произведения примерно трехсот поэтов в переводах более чем пятидесяти поэтов-переводчиков. Поэтические произведения переведены с тридцати языков: современных, древних и искусственных (квенья). 
1. Первым том выпущен в 2005 году.[1].
2. Второй, с тем же названием, вышел в 2006 г.[2],  в нём размещён указатель переведённых поэтов (для томов 1-2).
3. Третий том, содержащий переводы с двадцати шести языков, в том числе и региональных языков Европы вышел из печати в 2012 году[3].

В трёх томах размещены переводы с сорока двух языков:
- Английский
- Англо-шотландский (скотс)
- Астурийский
- Африкаанс
- Белорусский
- Болгарский
- Венгерский
- Вьетнамский
- Галисийский
- Грузинский
- Датский
- Древнегреческий
- Иврит
- Идиш
- Исландский
- Испанский
- Итальянский
- Кашубский
- Квенья
- Китайский
- Латынь
- Мальтийский
- Немецкий
- Нидерландский
- Новогреческий
- Норвежский
- Польский
- Португальский
- Румынский
- Словацкий
- Словенский
- Средневаллийский
- Старопровансальский
- Старофранцузский
- Суринамский
- Турецкий
- Украинский
- Французский
- Чешский
- Шведский
- Шотландский гэльский
- Японский